# Léonce Girardot

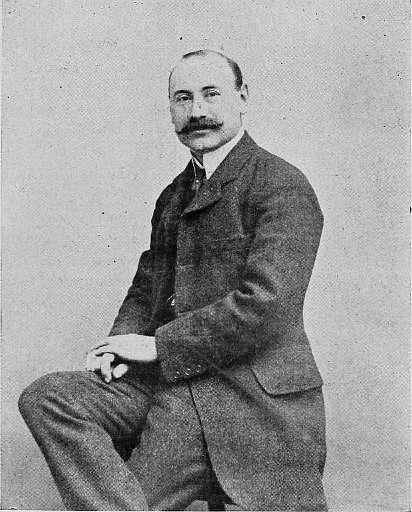
Léonce Girardot

Léonce Aimable Victor Girardot (* 30. April 1864 in Paris; † 7. September 1922 in Levallois-Perret) war ein französischer Automobilrennfahrer.

## Karriere
Girardot galt als einer der besten Fahrer der Jahrhundertwende, ging jedoch als „ewiger Zweiter“ in die Rennannalen ein. Er fuhr auf Panhard & Levassor, der führenden Marke dieser Epoche und seine stärksten Konkurrenten waren seine Teamkollegen Fernand Charron und René de Knyff.
Girardots „Serie“ begann mit dem zweiten Platz beim Rennen Paris–Amsterdam–Paris 1898, setzte sich fort mit demselben Ergebnis bei der Tour de France für Automobile 1899 (bei Paris–Bordeaux 1899 wurde er zur Abwechslung Dritter) bis zu Paris–Lyon 1900. 1901 konnte er bei der Gordon-Bennet-Trophy 1901 endlich einen Sieg feiern, einen Schatten auf diesen Sieg wirft, dass er der Einzige war, der ins Ziel kam.
1901 gründete er mit seinen Teamkollegen Fernand Charron und Carl Voigt die Rennwagenfirma C.G.V., diese Wagen waren allerdings zu unzuverlässig. Einzig beim Ardennen-Rennen 1903 kam er ins Ziel, wiederum als Zweiter.
Nachdem er einen Unfall 1905 nur knapp überlebte, beendete er seine Rennkarriere. Nach seinem Rücktritt beim C.G.V.-Projekt wechselte er 1907 als Konstrukteur zu G.E.M., wurde 1912 Importeur für Fahrzeuge der Daimler Motor Company und stellte in seinem Unternehmen Girardot in Puteaux eigene Fahrzeuge her.
Leonce Girardot starb 1922.